# Vought VE-7
Die Vought VE-7 Bluebird war ein früher zweisitziger US-amerikanischer Doppeldecker aus dem Jahre 1917 und diente anfangs als Schulflugzeug. Die VE-7 wurde später das erste amerikanische Jagdflugzeug der US Navy, das 1922 von einem Flugzeugträger abhob.

## Geschichte

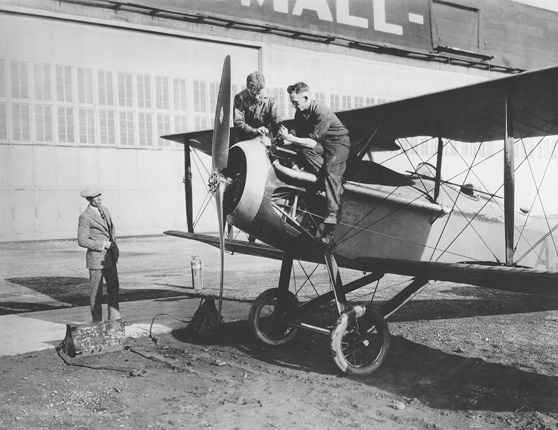
Mechaniker arbeiten an einer VE-7 des U.S. Army Air Corps

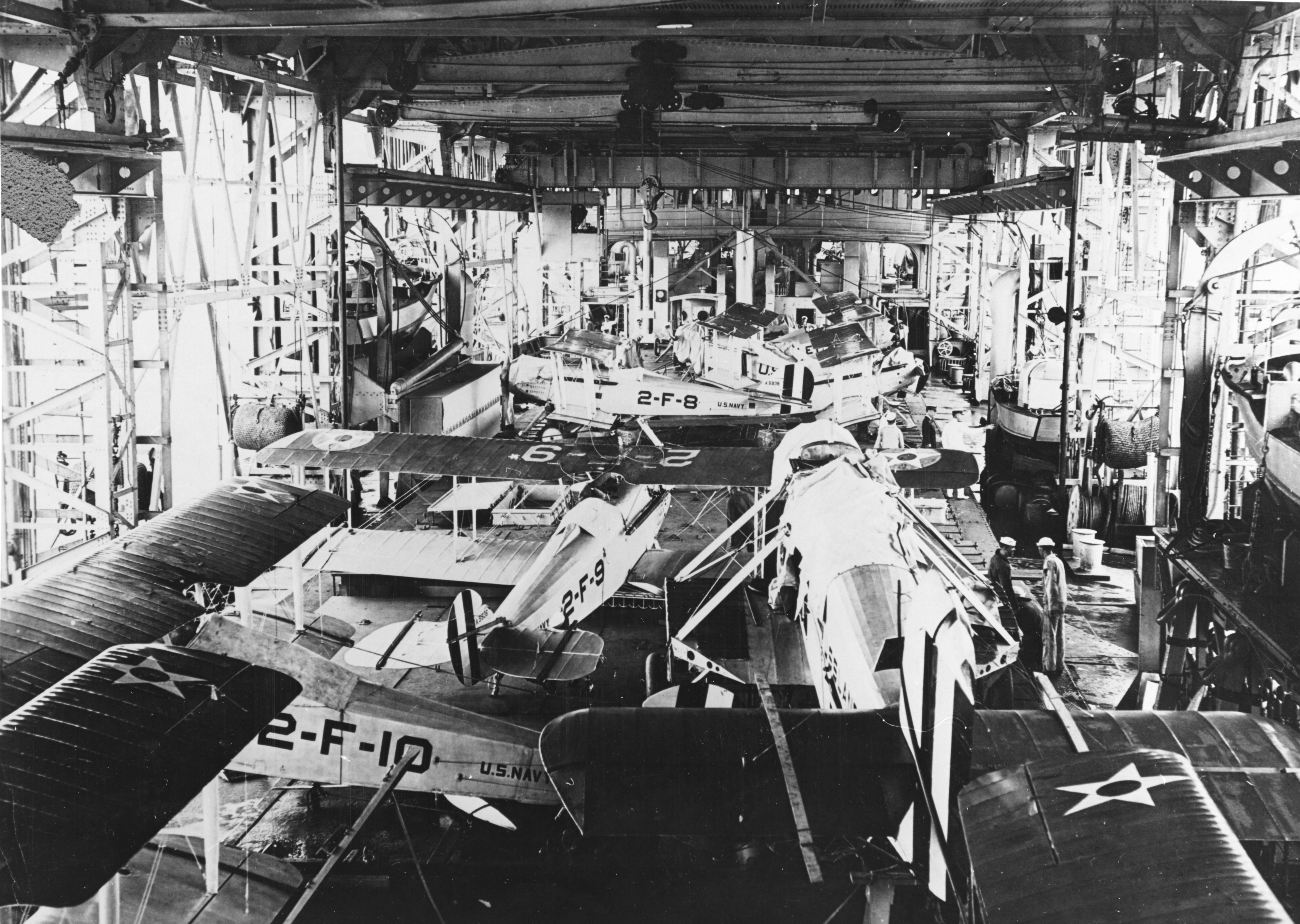
VE-7 im Hangar der Langley in den 1920ern

Die Lewis & Vought Company wurde am 1. Juni 1917 gegründet. Die VE-7 wurde angelehnt an erfolgreiche europäische Flugzeugkonstruktionen entworfen. Der Motor war ein 180-PS-Wright-Hispano-Suiza E3, wie er auch bei der französischen Spad zum Einsatz kam. In der Praxis waren die Leistungen der VE-7 viel höher als eigentlich für Schulflugzeuge nötig und mit denen der besten Jagdflugzeuge vergleichbar. Die ersten Vorserienexemplare der VE-7 wurden im Frühjahr 1918 an die US Army geliefert. Die US Army bestellte 1000 Maschinen der erweiterten Variante VE-8. Dieser Auftrag wurde allerdings mit dem Ende des Krieges gekündigt.
Die VE-7 war immerhin bei der US Navy auf Interesse gestoßen, so bekam diese im Mai 1920 die erste Maschine. Die Serienproduktion erfolgte kurz danach. Dieser Auftrag war zu groß für Vought und so fertigte die Naval Aircraft Factory ebenfalls Maschinen. Insgesamt wurden 128 VE-7 gebaut.
Die Jagdversion wurde VE-7S genannt und war ein Einsitzer mit einem propellersynchronierten Vickers-7,62-mm-Maschinengewehr. Einige Maschinen des Typs VE-7SF hatten aufblasbare Schwimmkörper, die bei einer Notwasserung das Flugzeug über Wasser halten sollten.
Die VE-7-Maschinen wurden den Marine-Jagdstaffeln VF-1 und VF-2 zugewiesen. Am 17. Oktober 1922 gelang Leutnant Virgil C. Griffin der erste Start vom Deck des neuen Flugzeugträgers Langley. Die letzten drei Maschinen wurden erst 1927 von der Langley abgezogen und 1928 endgültig ausgemustert. Eine verbesserte Variante der VE-7/9 war die 1922 entwickelte UO-1.

## Technische Daten

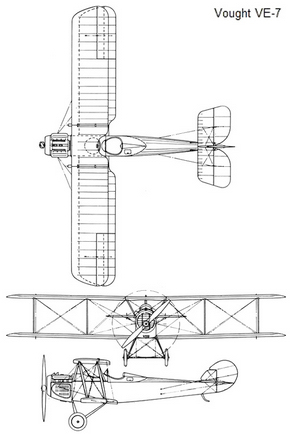
Dreiseitenriss der Vought VE-7

| Kenngröße             | Daten                                                      |
| --------------------- | ---------------------------------------------------------- |
| Besatzung             | 2                                                          |
| Länge                 | 7,40 m                                                     |
| Spannweite            | 10,3 m                                                     |
| Höhe                  | 2,6 m                                                      |
| Flügelfläche          | 26,43 m²                                                   |
| Leermasse             | 683 kg                                                     |
| Startmasse            | 986 kg                                                     |
| Antrieb               | ein Sternmotor Wright-Hispano-Suiza E3 mit 180 PS (132 kW) |
| Höchstgeschwindigkeit | 191 km/h                                                   |
| Dienstgipfelhöhe      | 5891 m                                                     |
| Reichweite            | 470 km                                                     |
| Bewaffnung            | ein MG Vickers Kaliber 0.30 (7,62 mm)                      |